# Hortipes fortipes
Hortipes fortipes là một loài nhện trong họ Corinnidae.
Loài này thuộc chi Hortipes. Hortipes fortipes được miêu tả năm 2000 bởi Bosselaers & Rudy Jocqué.